# 小川泰平
小川 泰平（おがわ たいへい、1961年〈昭和36年〉11月1日 - ）は、日本のコメンテーター、犯罪ジャーナリスト。1980年4月から2009年12月まで神奈川県警察の警察官を務め、警察局長賞や警察本部長賞などを受賞した。

## 来歴
愛媛県松山市生まれ。1980年、新田高等学校を卒業、神奈川県巡査に任命。関東管区機動隊、所轄署留置係を経て、刑事に任用される。所轄署刑事課盗犯係、神奈川県警察機動捜査隊に勤務。機動捜査隊では、殺人事件、誘拐事件、企業恐喝の初動捜査を担当。巡査部長に昇任後、刑事部捜査第三課、刑事総務課、国際捜査課、警察庁刑事局刑事企画課などに勤務。韓国警察庁との共同捜査にも携わる。2009年12月退職。

## 人物
刑事として主に窃盗事件の捜査を担当。知事褒章受賞のほか、警察局長賞、警察本部長賞など受賞歴は500回以上。柔道四段。

## 執筆

### 著書
- 『現場刑事の掟』　イースト・プレス　(2011年7月31日)　ISBN　9784781670515
- 『泥棒刑事』　宝島社　(2013年5月10日)　ISBN　9784800209320
- 『警察の裏側』　イースト・プレス　(2013年8月2日)　ISBN　9784781670928
- 『「刑事ドラマあるある」はウソ?ホント?―元刑事が選ぶ本当にリアルな刑事ドラマ大全』 東邦出版(2014年3月31日)　ISBN  9784809412141
- 『元刑事が明かす警察の裏側』イースト・プレス(2014年4月19日) ISBN 9784781611648

### 雑誌連載
- 『元刑事・小川泰平の令和事件簿』（月刊ラジオライフ、三才ブックス） - 2019年から2020年にかけて連載。掲載当時に話題となっていた事件について解説（改元前は「平成事件簿」）。

## 出演

### テレビ
- ゴゴスマ -GO GO!Smile!-（CBCテレビ）
- 情報満載ライブショー モーニングバード!（テレビ朝日）
- ワイド!スクランブル（テレビ朝日）
- サンデー!スクランブル（テレビ朝日）
- スッキリ!!（日本テレビ）
- 情報ライブ ミヤネ屋（読売テレビ制作・日本テレビ系列）
- そこまで言って委員会NP（読売テレビ）
  - 不定期出演
- アッコにおまかせ!（TBS）
- はなまるマーケット（TBS）
- ひるおび!（TBS）
- 解禁!暴露ナイト（テレビ東京）
- ノンストップ!（フジテレビ）
- 人生の正解TV〜これがテッパン!〜（フジテレビ）
- バイキング（フジテレビ）
  - 2016年4月から専門家として曜日不定で不定期出演
- とびっきり!しずおか（静岡朝日テレビ）
- 東野幸治のニッポン強靭化計画（2021年1月24日、朝日放送）

### ラジオ
- ごごラジ!（2017年4月～ 火曜日コーナー担当）（NHK）
- 午後のまりやーじゅ（2016年、ゲスト出演）（NHK）